# Ramphotyphlops margaretae
Ramphotyphlops margaretae este o specie de șerpi din genul Ramphotyphlops, familia Typhlopidae, descrisă de Storr 1981. Conform Catalogue of Life specia Ramphotyphlops margaretae nu are subspecii cunoscute.